# Institut Mines-Télécom Business School
Institut Mines-Télécom Business School – europejska szkoła biznesowa w Évry. Założona w 1979.
W 2019 roku IMT-BS uplasowała się na 75. miejscu pośród wszystkich szkół biznesowych w Europie.
Programy studiów realizowane przez IMT-BS posiadają potrójną akredytację przyznaną przez AMBA, CGE oraz AACSB.